# ドクトル・マブゼ
『ドクトル・マブゼ』（Dr. Mabuse, der Spieler - Ein Bild der Zeit）は、1922年に公開されたモノクロ無声のドイツの映画である。
サイレント期としては異例の4時間を超す大作で、世界犯罪映画史に古典として大きな位置を占める

## 概要
監督を、戦間期のドイツですでに巨匠として名をはせていたフリッツ・ラングが務めた。ノルベール・ジャックの小説が原作。脚本は当時ラングの夫人であったテア・フォン・ハルボウとラング自身の共同執筆。撮影はカール・ホフマン、美術はオットー・フンデとカール・シュタール＝ウーラッハ。

## ストーリー

### 第1部
物語は、変装の名人で催眠術に長じた恐るべき犯罪者マブゼ（ルドルフ・クライン＝ロッゲ）が部下に指令を発し、列車内で乗客の1人を絞め殺し、ドイツースイス間の経済協定書を奪わせる、という事件から始まる。
協定書を失ったドイツでは株価が暴落する。暴落した株を買い占めた後、マブゼは協定書を当局に提出し、再び高騰した株を売り払い大儲けする。続いて彼は酔いどれ庶民に変装して貧民街に現れ、一軒の家の地下室へ入り込む。そこは彼のアジトを兼ねた印刷工場で、視覚障害者たちを使って莫大な贋紙幣を造っている。そして、さらにカジノに現れ、カードのいかさまで一稼ぎする。
マブゼにはカーラ・カロッツァ（アウド・エゲーテ・ニッセン）という踊り子の情婦がいる。フォーリー・ベルジェールのボックス席に現れたマブゼは、彼女のセクシーな踊りには目もくれず、双眼鏡で客席を物色し、ほかのボックス席にいた大富豪の息子エドガー・ハル（パウル・リヒター）に眼をつけ、ショーが終わると彼に話しかけてクラブに連れ込み一晩のうちに大金を巻き上げるが、さらに彼の財産をしぼりとろうと、カーラを色仕掛けで接近させる。
不正賭博の調査を始めたフォン・ヴェンク（ベルンハルト・ゲッツケ）はハルを訪れて事情を聞く。ハルに招かれたカーラはフォン・ヴェンクが来たことを知り、マブゼに報告する。フォン・ヴェンクは賭博に関係あるマブゼという人物の正体をつかもうと変装して賭博場に出入りする。そして、白髪の老人が変装したマブゼであることを見破り、自動車で逃げる彼を追跡するが、マブゼはエクセルシオール・ホテルに入り、巧みに行方をくらます。
あきらめて帰ろうと自動車に乗ったフォン・ヴェンクは、マブゼの部下に麻酔ガスをかがされ、意識不明になったところをボートに運ばれ海に流される。しかし幸運にも発見され救われる。カーラはハルを訪れたとき、マブゼからの連絡の手紙を落とすが気がつかない。それを拾って読んだハルはフォン・ヴェンクに通報する。そして彼女に誘われるままに秘密クラブに出かける。そこには変装したフォン・ヴェンクが入り込んでおり、彼の連絡で警官隊が押し寄せ、カーラを逮捕する。怒ったマブゼはハルを殺してしまう。
次の犠牲者はトルド伯爵（アルフレッド・アベル）である。マブゼは彼に催眠術をかけ豪華なカジノでいかさまカードをやらせる。しかし、相手に見破られ、友人たちは彼に怒りと侮蔑の言葉を投げつけて去っていく。その様子を見ていた伯爵夫人（ゲルトルート・ヴェルカー）はショックで失神する。かねて彼女に心を寄せていたマブゼは、このチャンスを逃さず、彼女をさらって今までカーラを住まわせていた隠れ家に監禁、お前はおれのものだとうそぶく。

### 第2部
翌日、フォン・ヴェンクを訪れたトルド伯爵は自分の意志でなく、いかさまカードをやった事情を説明し、フォン・ヴェンクにすすめられ精神分析医に連絡する。これが実はマブゼで、トルド伯爵の邸を訪れた彼は、治療のため。誰にも会うなと命ずる。
経過を知ろうと電話をかけてきたフォン・ヴェンクは召使いから伯爵夫妻が不在と言われ疑念を抱く。一方、留置場から刑務所に移されたカーラはフォン・ヴェンクの説得でマブゼの罪状を告白しかける。マブゼは彼女を催眠術にかけ、部下に持ち込ませた毒薬で自殺をさせてしまう。その上フォン・ヴェンクも爆弾で殺そうとするが、仕事に当たった部下が失敗して捕まると、護送される途中、その部下をも射殺する。
マブゼは治療と見せかけてトルド伯爵に催眠術をかけ続け、ついに精神錯乱状態に追い込み、剃刀で自殺させる。そして、フォン・ヴェンクを訪れ、伯爵のいかさまカードと自殺はヴェルトマン博士という催眠術師の仕業だから博士のショーを見に行ったほうがいいと提言する。
そのショーに出かけたフォン・ヴェンクは、ヴェルトマン博士がマブゼの変装を見破るが、催眠術にかけられてしまい、自動車をフルスピードで断崖に走らせるがあわや墜落という瞬間、追ってきた部下たちに救われる。いまやマブゼの正体をつかんだフォン・ヴェンクは警官を動員して一味の掃討を開始する。
抵抗する部下たちは次々と射殺され、マブゼは伯爵夫人を連れて逃げようとするが抵抗され、やむなく彼女を残して、ただひとり下水道に入り、貧民街の地下室にある印刷工場にたどり着く。しかし、鍵を落としたので地上へ出られない。そこへ警官隊が押し寄せてくる。マブゼは贋紙幣の山に埋まって発狂する。

## キャスト
- マブセ博士 - 変装の名人で催眠術に長じた恐るべき大悪党：ルドルフ・クライン＝ロッゲ
- 検事フォン・ヴェンク - 州検察官：ベルンハルト・ゲッツケ
- カーラ・カロッツァ - フォリー・ベルジェールの踊り子のマブゼの情婦：アウド・エゲーテ・ニッセン
- デュージー・トルド伯爵夫人：ゲルトルート・ヴェルカー
- トルド伯爵：アルフレッド・アベル
- エドガー・ハル - 大富豪の息子：ポール・リヒター
- スポエリ - コカイン中毒のマブゼの部下：ロバート・フォスター＝ラリナガ
- ゲオルグ - マブゼの運転手で暗殺者：ハンス・アダルベルト・シュレットウ
- ペッシュ - マブゼの無能な部下：ゲオルグ・ジョン
- ハワシュ - マブゼの肥満の部下：チャールズ・パフィー
- 召使いフィーネ - マブゼの見張りをする部下：グレーテ・ベルガー
- カルステン：ユリウス・ファルケンシュタイン
- ロシア人女性：リディア・ポテキナ
- エミール・シュラム - 玩具屋から金持ちになる男：ジュリアス・E・ハーマン

## そのほか
- 変装の名人マブゼを刑事らが追跡するというこの作品は、1910年代からフランスで人気を博していた『ファントマ』などのシリーズを強く意識し、ドイツ流の娯楽活劇を確立することをめざして作られている[3]。
- 『カリガリ博士』などで展開された美術・衣装・メーキャップなどが再び全面的に採用されているが、アメリカ映画などに学んだリアリズムの手法も取り込まれ、公開時は各国でドイツ表現主義映画を新たな段階に押し上げる作品として高く評価された[4]。
- テア・フォン・ハルボウの脚本とラング監督チームはマブゼの活躍を通して、ドイツの第一次世界大戦敗戦後のインフレーションにあえぐドイツの退廃した世相を描くことを意図した。[2]
- 監督のラングは、世相批判ではなく、あくまでドイツの観客を熱狂させる娯楽大作をめざしていたことも最近の研究で裏づけられている[5]。
- 経済協定書を奪う序章で駆使されるテンポの速い編集は、その後ハリウッドでスリラー映画に受け継がれる映像技法の先駆として、近年高く評価されるようになった[6]。

## 公開
- ドイツ国内では二部作に分かれて公開されたが、1923年にほとんどオリジナル版のまま前後編を同時にロンドンとパリで公開されときも大当たりだった。
- 日本でも同じ1923年に全15巻に短縮されたものが公開され、大きな反響を呼んだが、アメリカではようやく1927年になって、わずか90分に短縮されたものが公開され、よくわからないところが多いと不評をこうむった[2]。